# City of Prospect
City of Prospect is een Local Government Area (LGA) in de Australische deelstaat Zuid-Australië.